# Mathematical Association of America

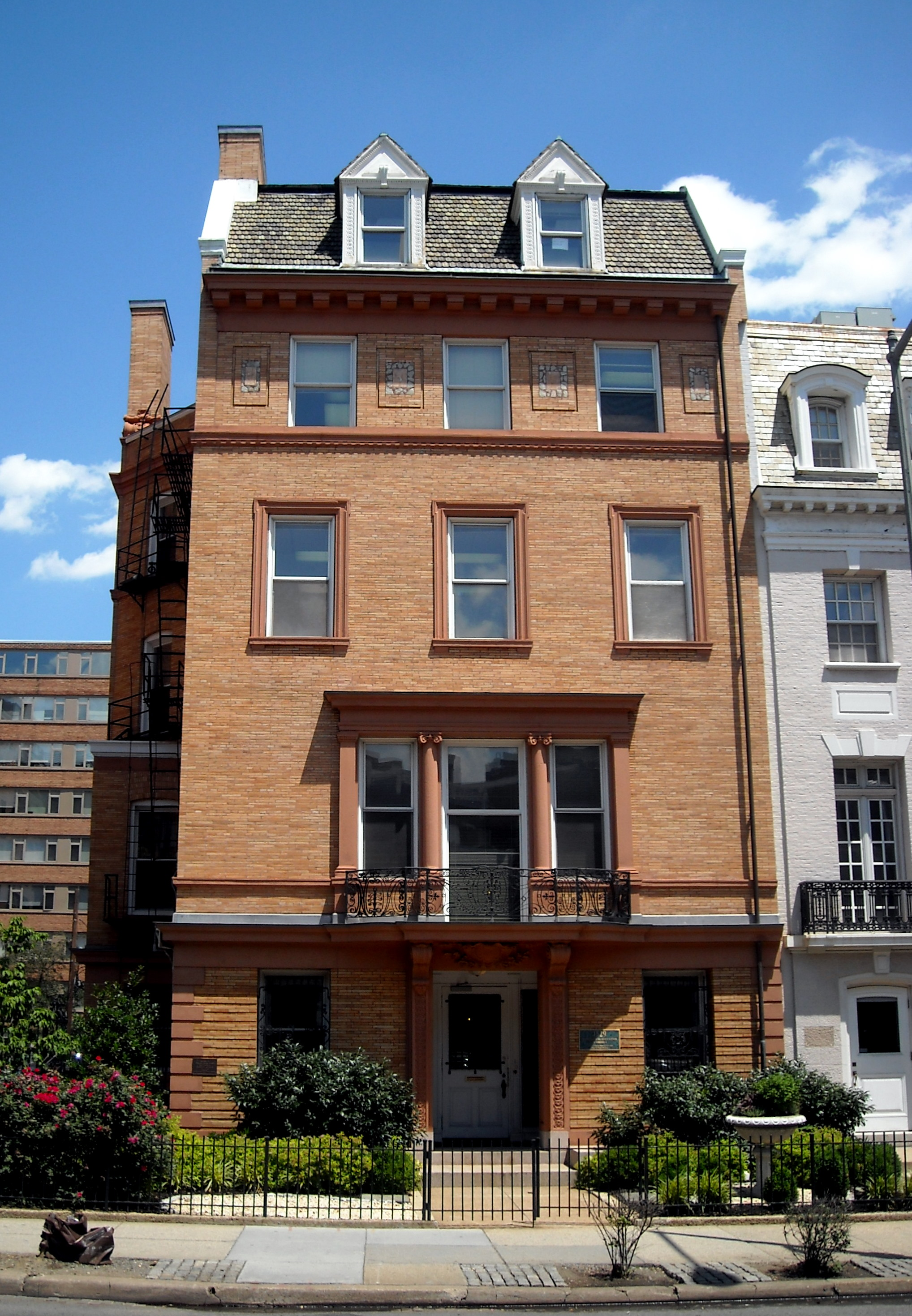
Hoofdkantoor van de MAA in Washington

De Mathematical Association of America (MAA) is een beroepsvereniging van Amerikaanse wiskundigen die zich richt op wiskunde op 'undergraduate' niveau, dat wil zeggen op de middelbare school-wiskunde en eerste- en tweedejaarswiskunde op een universiteit.
Het hoofdvestiging van de MAA is op het adres 1529 Eighteenth Street, NW, Washington, D.C. 20036-1385, USA.
De MAA geeft de volgende wiskundetijdschriften uit:
- American Mathematical Monthly
- Mathematics Magazine
- College Mathematics Journal
- Math Horizons
- MAA FOCUS

Ze reikt verscheidene prijzen uit, waaronder de Chauvenet-prijs, de Lester Randolph Ford Award, de George Pólya Award, de Carl B. Allendoerfer Award, de David P. Robbins-prijs en de Eulerboekprijs.

## Geschiedenis
De oorsprong ligt bij het in 1894 door Benjamin Finkel opgerichte tijdschrift American Mathematical Monthly, dat een klankbord vormde voor 'undergraduate' wiskunde. De daaruit ontstane organisatie werd opgericht in 1916 en in 1920 geregistreerd in Illinois. Aanvankelijk ging het om weinig meer dan het uitgeven van de American Mathematical Monthly. Inmiddels is de MAA flink gegroeid en ze had in 2008 meer dan 27.000 leden.

## Vergelijkbare verenigingen
Een andere grote beroepsvereniging voor wiskunde in Verenigde Staten is de American Mathematical Society.